# 花蓮縣立體育館
花蓮縣立體育館（英語：Hualien Stadium），又稱花蓮小巨蛋、德興體育場，是一座位於台灣花蓮縣花蓮市的多功能綜合體育館。

## 舉行活動

### 頒獎典禮
- 金馬獎頒獎典禮 ：
  - 第38屆金馬獎頒獎典禮

## 外部連結
- 巨蛋體育館場地介紹-花蓮縣立體育場 （页面存档备份，存于）